# Lauren Ambrose
Lauren Ambrose (ur. 20 lutego 1978 w New Haven) – amerykańska aktorka filmowa i telewizyjna, występowała w roli Claire Fisher w serialu Sześć stóp pod ziemią.

## Życiorys
Ambrose urodziła się w New Haven w stanie Connecticut, jest ze strony ojca pochodzenia włoskiego. Uczęszczała do Choate Rosemary Hall w Wallingford, Connecticut, Wilbur Cross High School, High School in the Community i the Educational Center for the Arts w New Haven. Studiowała śpiew operowy w Boston University Tanglewood Institute. We wrześniu 2001 roku poślubiła fotografa Sama Handela.
Debiut aktorski Lauren to występ w filmie Przodem do tyłu (1997), następnie artystka pojawiła się m.in. w Szalonej imprezie (1998) i Psycho Beach Party (2000). W 2001 roku zaczęła grać w serialu Sześć stóp pod ziemią. Za rolę Claire Fisher, córki właścicieli domu pogrzebowego, otrzymała dwie nominacje do nagrody Emmy (2002, 2003). W 2006 roku debiutowała na Broadwayu w sztuce Awake and Sing! w Lincoln Center Theater.